# Pratt & Whitney JT9D
Le Pratt & Whitney JT9D est un turboréacteur double flux, qui équipe aussi bien des Boeing que des Airbus (avions civils). Ce moteur est spécialement conçu pour les vols long-courriers, le JT9D ayant été initialement conçu pour propulser le Boeing 747.

## Conception et développement
Le JT9D a été développé dans le cadre de la phase de conception du C-5 Galaxy. Un contrat a été passé avec Pratt & Whitney pour étudier le type de gros moteur nécessaire, mais le contrat de production a finalement été attribué à General Electric et son turboréacteur à double flux TF39. 
Le 12 mai 1966, a lieu la signature d'un accord de coopération entre SNECMA, Bristol Siddeley (en) et Pratt & Whitney pour la production du moteur.
Le JT9D a toutefois été choisi par Boeing pour motoriser le 747, le premier vol de cet avion a eu lieu le 9 février 1969. Les essais en vol du moteur avaient commencé en juin 1968 en utilisant un Boeing JB-52E comme un banc d'essai.
Le JT9D-3, qui est entré en service en 1970, a été construit en utilisant des alliages de titane et de nickel. Le moteur avait une soufflante à un étage, un compresseur basse pression à trois étages, un compresseur haute pression à onze étages, une turbine haute pression à deux étages et turbine basse pression de quatre étages . Cette version du JT9D pesait 8 608 lb (3 905 kg) et produisait 43 500 lbf (193 000 N) de poussée. La production a cessé en 1990.
La version militaire du JT9D (installée sur le Boeing E-4) a été désignée Pratt & Whitney F105.
Le successeur Pratt & Whitney à la famille JT9D est le PW4000 il comporte moins de pièces, une plus grande fiabilité et un prix de base moindre.

## Versions
| Modèle       | Poussée statique       | Masse de base       | Longueur | Diamètre | Application                                    |
| ------------ | ---------------------- | ------------------- | -------- | -------- | ---------------------------------------------- |
| JT9D-3A      | 45 800 lbf (203,73 kN) | 8 608 lb (3 905 kg) | 3 260 mm | 2 340 mm | Boeing 747-100                                 |
| JT9D-7       | 47 900 lbf (213,07 kN) | 8 850 lb (4 010 kg) | 3 260 mm | 2 340 mm | Boeing 747                                     |
| JT9D-20      | 49 400 lbf (219,74 kN) | 8 450 lb (3 830 kg) | 3 260 mm | 2 340 mm | McDonnell Douglas DC-10 / Boeing 747           |
| JT9D-7Q/7Q3  | 53 000 lbf (235,76 kN) | 9 295 lb (4 216 kg) | 3 360 mm | 2 380 mm | Boeing 747                                     |
| JT9D-59A/70A | 53 000 lbf (235,76 kN) | 9 155 lb (4 153 kg) | 3 360 mm | 2 380 mm | McDonnell Douglas DC-10/Boeing 747/Airbus A300 |
| JT9D-7R4D/D1 | 48 000 lbf (213,51 kN) | 8 905 lb (4 039 kg) | 3 370 mm | 2 370 mm | Boeing 767/Airbus A310                         |
| JT9D-7R4G2   | 54 750 lbf (243,54 kN) | 8 935 lb (4 053 kg) | 3 370 mm | 2 370 mm | Boeing 747                                     |
| JT9D-7R4H1   | 56 000 lbf (249,10 kN) | 8 885 lb (4 030 kg) | 3 370 mm | 2 370 mm | Airbus A300                                    |

## Avions équipés
- Airbus A300
- Airbus A310
- Boeing 747
- Boeing 767
- McDonnell Douglas DC-10